# 约率
約率（或称之为“疏率”），即{\displaystyle {\tfrac {22}{7}}}。
這個值古代就已有之，阿基米德則證明了此值大於圓周率，他計算出{\displaystyle {\frac {223}{71}}<\pi <{\frac {22}{7}}}；也就是  {\displaystyle 3.140845<\pi <3.142857}
《隋书·律曆志》记载，「約率，圓徑七，週二十二。」
因為這個分數，7月22日也成了兩個圓周率日#圓周率近似值日中的一日。

## 注脚
1. ↑  陈仁政在《说不尽的π》一书中提到，“疏率”是华罗庚在《数学是我国人民所擅长的学科》（1951年2月10日《人民日报》第3版）一文中使用的误称，其本人已在1962年的《从祖冲之的圆周率谈起》一书中予以纠正，然此误称依然流传于众多媒体[1]。